# Вардене квас
Вардене квас или Па̀зене квас е български обичай, който се изпълнява от Игнажден до Васильовден.
Обичаят е характерен за Русенско и Разградско. В него участват само жени, които се събират в някой дом вечерта срещу Игнажден. Две моми – първа и последна на родителите си, замесват тесто гърбом към нощвите. В тестото баби слагат билки, които притежават магическа сила. Замесеното тесто се оставя в единя от ъглите на стаята. До него през цялата нощ остава будна омъжена жена, останалите играят хоро. Продължителността на обичая е 12 нощи – до Васильовден, като всичко това се повтаря всяка нощ, единствено се сменя къщата. Принадлежността на обичая към коледния цикъл се потвърждава от това, че особено внимание се отделя на вечерите срещу Игнажден, Коледа и Васильовден. В последната вечер момите и жените разделят тестото помежду си. То се използва за лек и за правене на магии.